# Automolis sudanica
Automolis sudanica là một loài bướm đêm thuộc phân họ Arctiinae, họ Erebidae.